# Around the World (canción de Ami Suzuki)
«Around the World» es el cuarto sencillo de la cantante japonesa Ami Suzuki bajo Avex. Fue lanzado al mercado el día 12 de octubre del año 2005 bajo el sello avex trax.

## Detalles
El sencillo fue lanzado de forma simultánea con el primer álbum de Ami Suzuki en cinco años, titulado de la misma forma que esta canción, AROUND THE WORLD. Al ser lanzado más que nada como apoyo para el álbum, de este sencillo sólo fueron editadas diez mil copias con un libro de fotografías especial de Ami, por lo que era imposible esperar un gran éxito en ventas. También sólo fue editado en formato CD, y fue incluido como lado una versión remezclada de la canción "Times", originalmente presente al interior del sencillo de "Negaigoto" y que también fue incluida en el álbum AROUND THE WORLD.

## Canciones
1. AROUND THE WORLD
2. Times -Dub's Pop Radio edit Remix-
3. AROUND THE WORLD (Instrumental)
4. Times -Dub's Pop Radio edit Remix- (Instrumental)

- Datos: Q961192